# 円形劇場 (トリーア)
トリーアの円形劇場は、古代ローマ帝国の都市アウグスタ・トレウェロルムの周縁にあたる山腹に、一部が埋め込まれるような形で建てられていたアンフィテアトルムである。西暦100年頃に建造され、その後の数世紀の間、様々な改修を受け、豊かな装飾を施された。
アウグスタ・トレウェロルムは、現在のトリーアであり、ドイツの西の端に位置している。この地はかつて、バルバロイに対抗するための重要なローマ植民都市であった。
そのアリーナは長さ75 m、幅 50 m で、25000人から30000人の観客を収容できた。その規模の大きさは、古代ローマのアンフィテアトルムの中でも十指に入る。内部の壁には、14の小さな場所が穿たれていて、さながら動物の檻のようであった。アリーナの下には地下室があり、舞台の昇降を操作する機械が置かれていた。この地下室は、現在は一般向けに開放されている。
北と南の主要な門は三重の通路を持つ凱旋門だった。4世紀と5世紀には、この円形劇場は北の門が市の内側に位置し、南の門が市の城壁の外側に位置していたことから、市の門としても機能していた。
今日、円形劇場ではコンサートなどが開かれるほか、剣闘士たちの闘いを真似たりもする古代ローマを記念する祭典「ブロート・ウント・シュピーレ」（Brot und Spiele）も開催されている。
1986年には他のローマ遺跡などともに「トリーアのローマ遺跡群、聖ペテロ大聖堂、聖母聖堂」の名で、ユネスコの世界遺産に登録されている。

## ギャラリー

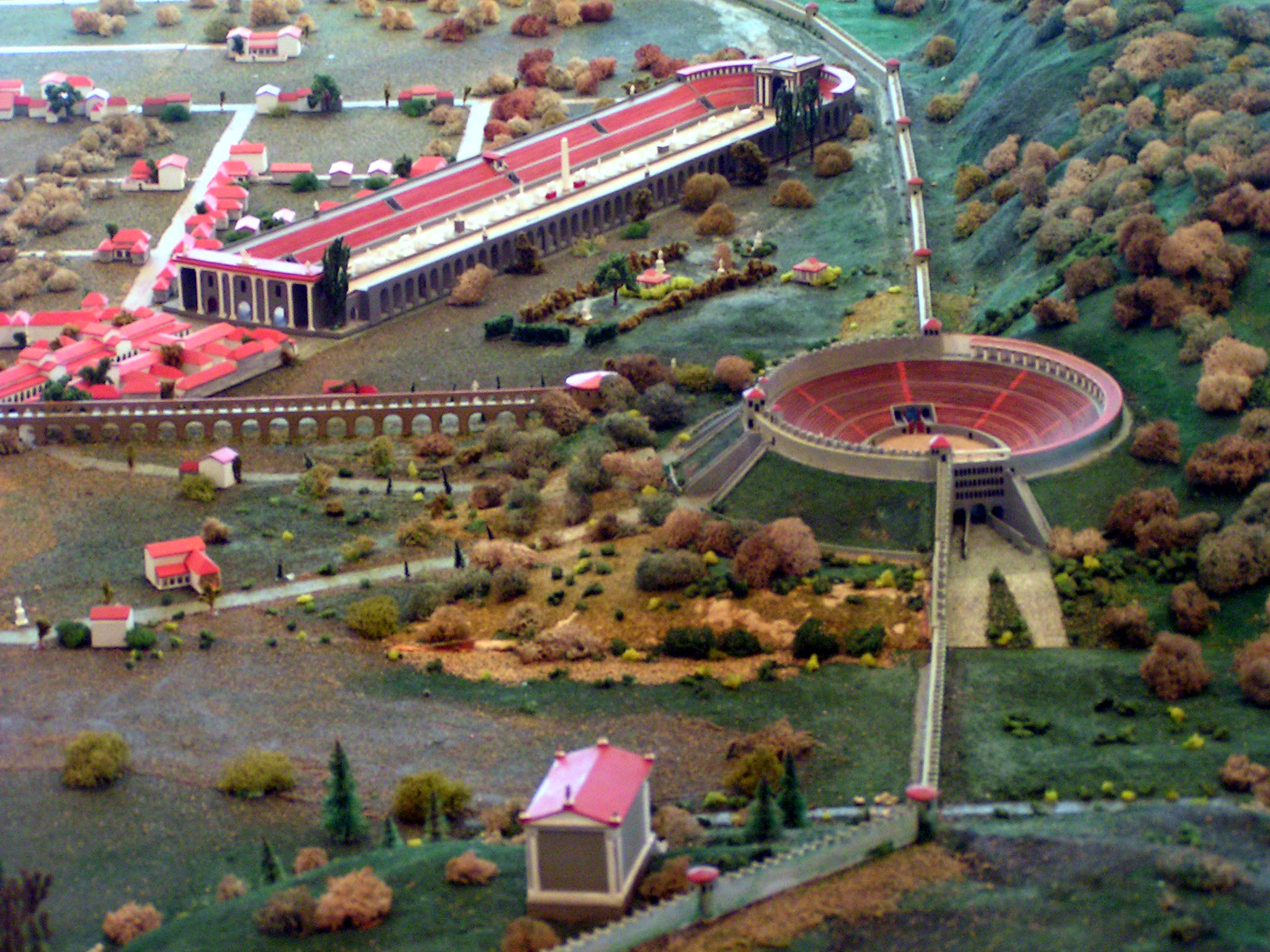
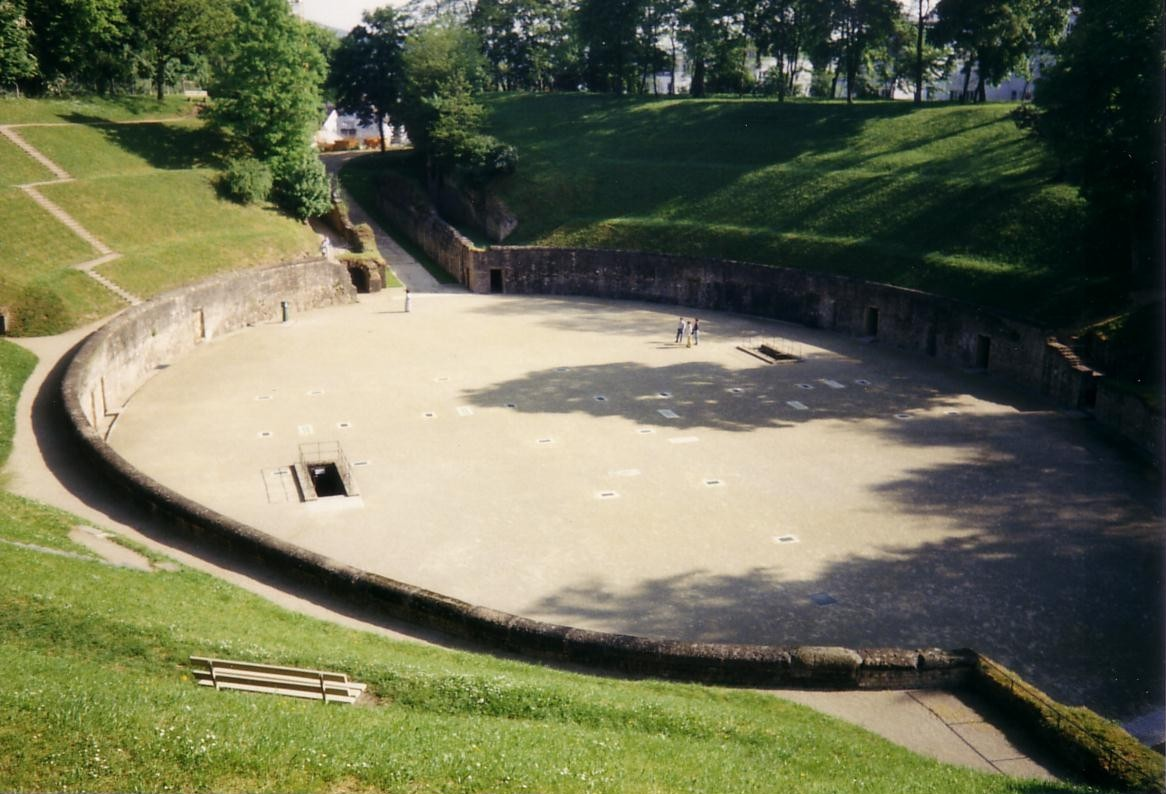
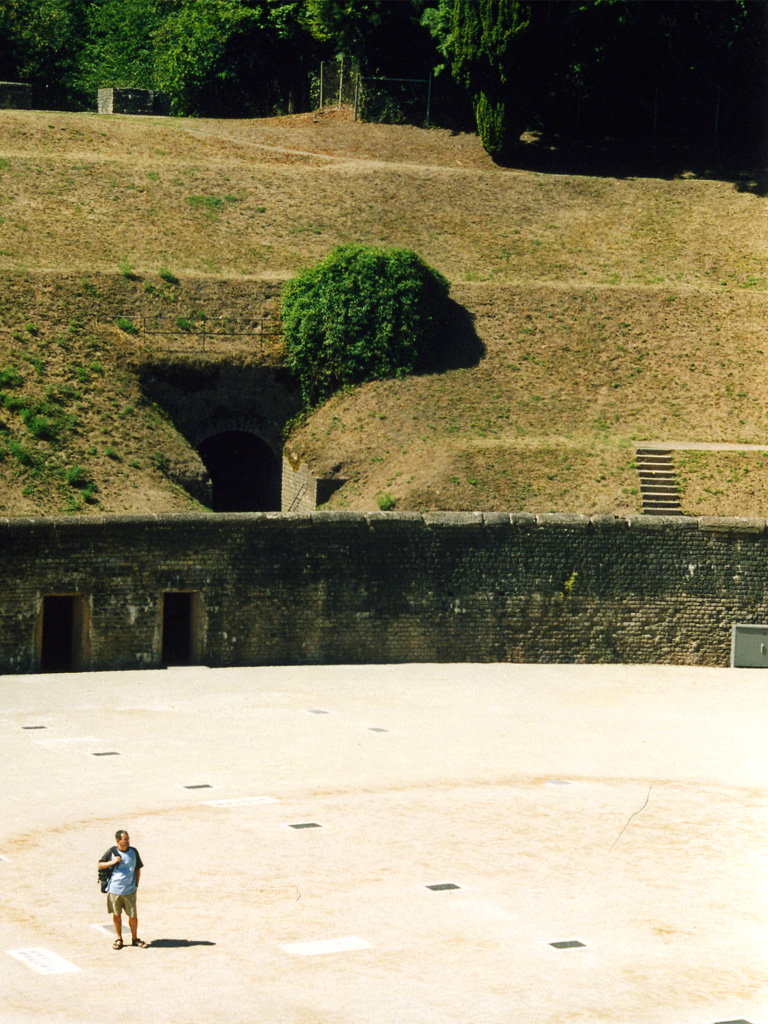